# Гильтман, Герман
Ге́рман Ги́льтман (ивр. גרמן גילטמן‎; род. 1 февраля 1973, Запорожье, Украинская ССР) — полковник запаса Армии обороны Израиля; военный атташе Государства Израиль в России и странах СНГ с 2017 до 2021 года.

## Биография
Родился в 1973 году в городе Запорожье Украинской ССР. Отец, Израиль Моисеевич Гильтман, работал заместителем директора Дворца культуры в Запорожье, мать, Галина Наумовна — музыкальным редактором. В 1990 году репатриировался с семьёй в Израиль.
Вскоре после приезда в Израиль начал учиться в Тель-Авивском университете, однако затем решил отложить учёбу и поступить на службу в Армии обороны Израиля. Летом 1992 года Гильтман был призван на службу в армии и начал службу в бронетанковых войсках. Прошёл путь от рядового танкиста до командира танка, а затем окончил Офицерскую школу и исполнял различные командные должности в бронетанковых войсках. Участвовал в боевых действиях в Южном Ливане.
Спустя восемь лет после начала службы вышел в отпуск на учёбу и вернулся в армию на должность заместителя командира бронетанкового батальона после получения степени бакалавра Междисциплинарного центра в Герцлии. Через три года поступил на учёбу в Межвойсковом колледже полевого и штабного командного состава и по окончании учёбы командовал 82-м бронетанковым батальоном «Гааш» 7-й бронетанковой бригады «Саар ми-Голан», а затем был заместителем командира бригады.
В 2013 году, окончив курсы командиров бригад сухопутных войск Армии обороны Израиля (ивр. קורס מפקדי חטיבות‎), возглавил 278-ю бронетанковую бригаду «Карней Реэм», в 2014 году получившую номер и наименование 14-й бронетанковой бригады «Ха-Махац». В 2015 году был назначен заместителем командира бронетанковой дивизии «Ха-Плада».
В 2017 году Гильтман был назначен военным атташе и полномочным представителем Министерства обороны Государства Израиль в России и странах СНГ. На этой должности занимал ключевую позицию в координации между российскими и израильскими вооружёнными силами, как в рамках текущего взаимодействия, так и в рамках взаимодействия в ходе Гражданской войны в Сирии, а также отвечал за взаимодействие Министерства обороны Израиля с Министерством обороны и МЧС России. Одним из результатов такого взаимодействия стало совершённое при российском посредничестве в 2019 году возвращение в Израиль останков израильского солдата Захарии Баумеля, погибшего в бою при Султан-Якубе во время Первой ливанской войны. В 2021 году передал пост капитану 1-го ранга Борису Шустеру накануне выхода в запас из армии.
С 2023 года является главным операционным директором израильской компании Data for Business.
Женат, отец двоих детей.